# Alwin Schönberger

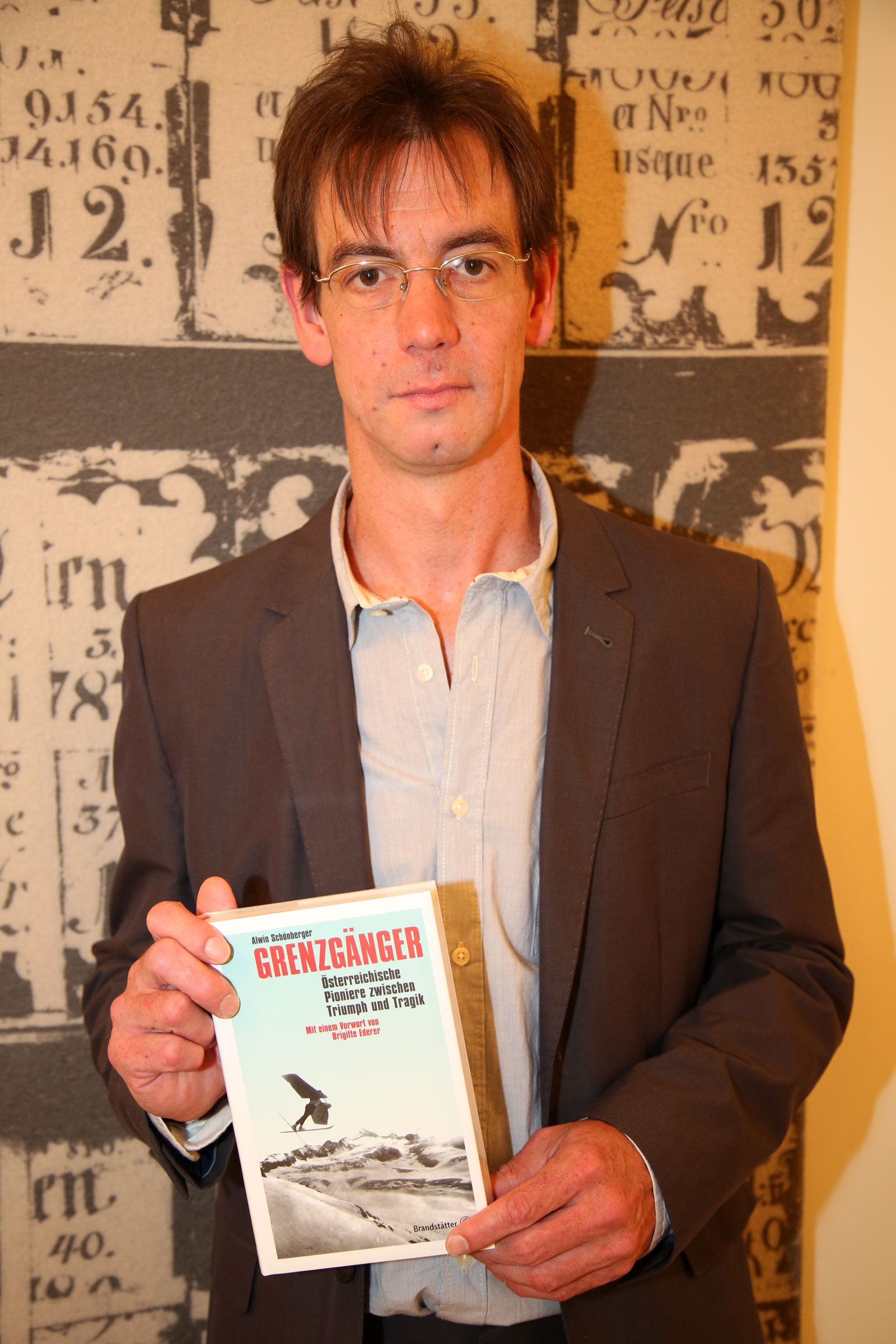
Alwin Schönberger (2015)

Alwin Schönberger (* 1968 in Wien) ist ein österreichischer Wissenschaftsjournalist und Autor. Er ist Leiter des Wissenschaftsressorts des Nachrichtenmagazins profil.

## Leben
Alwin Schönberger schreibt seit 1989 für verschiedene Medien in Österreich und Deutschland, vorwiegend im Magazinbereich. Unter anderem schrieb er für das Magazin Basta. Er ist Autor mehrerer Sachbücher und Gestalter von Fernsehdokumentationen. Beim Nachrichtenmagazin profil leitet er das Wissenschaftsressort und ist projektverantwortlich für das viermal jährlich veröffentlichte Wissensmagazin profil wissen.
In dem Buch Grenzgänger: österreichische Pioniere zwischen Triumph und Tragik beschäftigte er sich gemeinsam mit einem Autorenteam mit den Biografien österreichischer Visionäre und Erfinder, unter anderem mit jenen von Karl Kordesch, Hermann Oberth, Ludwig Hatschek, Eduard Suess, Oleh Hornykiewicz, Wilhelm Kress, Marietta Blau, Joseph Hyrtl, Wolfgang Schleidt, Walter Thirring und Hans Tuppy.
Gemeinsam mit Christian Köberl veröffentlichte er 2018 das Buch Achtung Steinschlag! Asteroiden und Meteoriten: Tödliche Gefahr und Wiege des Lebens, das als Wissenschaftsbuch des Jahres 2019 in der Kategorie Naturwissenschaft/Technik nominiert wurde.
Neben seiner Tätigkeit als Journalist und Autor ist er als Gitarrist und Bluesmusiker tätig, etwa zusammen mit Titus Waldenfels, und trat beim Jazzfest Wiesen, beim Vienna Blues Spring und im ORF-Radiokulturhaus auf.

## Auszeichnungen
- 2012: Pain Award – Österreichischer Journalistenpreis Schmerz der Grünenthal GmbH und der Österreichischen Schmerzgesellschaft (ÖSG)[8]
- 2015: Kardinal-Innitzer-Preis – Würdigungspreis[9]
- 2024: Preis der Österreichischen Forschungsgemeinschaft (ÖFG) für Wissenschaftsjournalismus in der Kategorie Artikel- und Dokumentationsreihe für Kalt erwischt im profil[10][11]

## Publikationen (Auswahl)
- 1994: Alm-Rausch: die Alltagstragödie hinter der Freizeitmaschinerie, mit einem Prolog von Felix Mitterer, Ueberreuter, Wien 1994, ISBN 978-3-8000-3499-4
- 1995: Patient Arzt: der kranke Stand, Ueberreuter, Wien 1995, ISBN 978-3-8000-3560-1
- 2006: Die einzigartige Intelligenz der Hunde, Piper, München/Zürich 2006, ISBN 978-3-492-04823-1
- 2015: Grenzgänger: österreichische Pioniere zwischen Triumph und Tragik, mit einem Vorwort von Brigitte Ederer und Beiträgen von Regina Adler et al., Brandstätter Verlag, Wien 2015, ISBN 978-3-85033-897-4
- 2016: Das Anti-Allergie-Buch: Auslöser, Heilungschancen und die neuesten Therapieformen, gemeinsam mit Rudolf Valenta, Piper, München/Berlin/Zürich 2016, ISBN 978-3-492-05704-2
- 2018: Achtung Steinschlag! Asteroiden und Meteoriten: Tödliche Gefahr und Wiege des Lebens, gemeinsam mit Christian Köberl, Brandstätter Verlag, Wien 2018, ISBN 978-3-7106-0094-4

## Diskografie (Auswahl)
- 2011: First Blues[12]
- 2013: The Fingerstyle File, Live-Mitschnitt eines Solo-Abends im Kulturcafé des ORF-Radiokulturhauses